# موزا المسند
موزا بنت ناصر المسند زوجة أمير دولة قطر السابق الشيخ حمد بن خليفة آل ثاني ووالدة الأمير الحالي الشيخ تميم بن حمد بن خليفة آل ثاني. حاصلة على بكالوريوس في علم الاجتماع من جامعة قطر بعام 1986. وترأس مجلس إدارة المؤسسة العربية للديمقراطية ومقرها الدوحة. كما ترأس مجلس إدارة مؤسسة قطر للتربية والعلوم وتنمية المجتمع.
في عام 2003 عينتها منظمة الأمم المتحدة للتربية والعلم والثقافة - اليونسكو مبعوثًا خاصًا للتعليم الأساسي والعالي، وبصفتها هذه تروج للعديد من المشاريع الدولية الهادفة إلى تحسين مستوى التعليم وجعله متوفرًا في مختلف أنحاء العالم. وفي عام 2005 تم اختيارها لتكون أحد أعضاء المجموعة الرفيعة المستوى حول تحالف الحضارات التابعة لمنظمة الأمم المتحدة، والتي أسسها أمين عام الأمم المتحدة كوفي عنان.

## النشأة والتعليم
موزة هي ابنة ناصر بن عبد الله المسند الناشط المعارض المعروف والرئيس السابق لاتحاد المهنده في بني هاجر. بعد إطلاق سراحه من السجن بسبب أنشطته السياسية وكفعل تحدي ضد سياسات الأمير السابق أحمد بن علي آل ثاني المخلوع قاد ناصر بن عبد الله كامل عشيرة المهنده إلى المنفى الذي فرضه على نفسه في الكويت عام 1964. عاد ناصر إلى قطر مع أسرته مباشرة في عام 1977 وهو العام الذي تزوجت فيه ابنته موزة مع حمد بن خليفة آل ثاني عندما كان وليا للعهد. حصلت على شهادة البكالوريوس في علم الاجتماع من جامعة قطر في عام 1986 وحصلت على دكتوراه فخرية في رسائل إنسانية من جامعة فرجينيا كومونولث في عام 2003.

## شهادات وجوائز
هي حائزة على شهادة البكالوريوس في علم الاجتماع من جامعة قطر عام 1986. كما تم منحها شهادات دكتوراه فخرية من جامعة كومنولث فرجينيا - قطر، وجامعة تكساس أي أند أم - قطر، وجامعة كارنجي ميلون، وكلية أمبيريال في لندن، وكلية الشؤون الدولية في جامعة جورجتاون - قطر، والجامعة الإسلامية بغزة بعد الزيارة التاريخية لغزة في 23 أكتوبر من العام 2012.

## مناصب تشغلها
- رئيس مجلس إدارة مؤسسة قطر للتربية والعلوم وتنمية المجتمع : وهي مؤسسة غير ربحية تأسست في عام 1995، تلعب دوراً مركزياً في تحول قطر السريع إلى مجتمع قائم على المعرفة.[7]
- نائب رئيس المجلس الأعلى للتعليم في قطر : حيث أنشئ المجلس في عام 2002 ليتولى مسؤولية إدارة السياسة التعليمية وتطوير وتطبيق إصلاحات النظام التعليمي في قطر.[8]
- رئيس مجلس إدارة مركز السدرة للطب والبحوث : تم الإعلان عن هذا المركز الطبي الأكاديمي في عام 2004، وقد أُفتـتح بشكل رسمي في 2012 بتكلفة 7.9 مليار دولار أميركي مقدمة على شكل هبات. ومن المتوقع أن يصبح واحداً من المراكز العالمية الرائدة في مجال التدريب الطبي والأبحاث والعلاجات المرتبطة بصحة النساء والأطفال.[9]
- رئيس مجلس إدارة المؤسسة العربية للديمقراطية: أسست عام 2007، ومقرها الدوحة. تدعم المؤسسة العربية للديمقراطية مبادرات المواطنين في الشرق الأوسط من خلال تعزيز القدرات المؤسساتية والترويج لقيم الديمقراطية.[10]
- رئيس مجلس إدارة مبادرة صلتك : أطلقت مبادرة صلتك في عام 2008، وهي توفر التدريب المهني والمساعدة لرجال الأعمال الشباب في إطلاق مشاريعهم في قطر والعالم العربي.[11]
- نائب رئيس مجلس إدارة المجلس الأعلى للصحة: أنشئ المجلس الأعلى للصحة في عام 2009، وهو يعمل على بناء نظام رعاية صحية على المستوى الوطني يكون قادراً على تأمين رعاية ذات مستوى عالمي، وتلبية الاحتياجات الخاصة بالشعب القطري.[12]
- رئيس مجلس إدارة مؤسسة «التعليم فوق الجميع» : تأسست في عام 2009، وهي مؤسسة غير ربحية تعنى بأبحاث السياسة الدولية والمناصرة وتسعى للترويج وحماية حق التعليم في المناطق الواقعة تحت تأثير النزاعات المسلحة.
- المبعوث الخاص للتعليم الأساسي والعالي في منظمة الأمم المتحدة للتربية والعلم والثقافة - اليونسكو في عام 2003: تم تعيين صاحبة السمو مبعوثاً خاصاً للتعليم الأساسي والعالي في اليونيسكو وذلك تقديراً لجهودها في مجال التعليم.[13]
- سفيرة الأمم المتحدة لتحالف الحضارات في عام 2005: دُعيت سموها لتكون أحد أعضاء المجموعة الرفيعة المستوى حول تحالف الحضارات التابعة لمنظمة الأمم المتحدة، والتي أطلقها الأمين العام للأمم المتحدة لتعزيز الحوار بين الثقافات. ومع إتمام المجموعة لمهمتها، عينت صاحبة السمو سفيرة تحالف الحضارات لتواصل دورها في جَسر الهوة بين المجتمعات.[14]
- عضو مدافع عن الأهداف الإنمائية للألفية للأمم المتحدة في يونيو 2010 : دعا الأمين العام للأمم المتحدة الشيخة موزا لتصبح عضواً في مجموعة الأمم المتحدة لتحقيق الأهداف الانمائية للألفية. وتشغل حالياً منصب رئيس مشارك للجنة التعليم والصحة التابعة للمجموعة.[15]
- إطلاق مبادرة الصندوق الدولي لدعم التعليم العالي في العراق: لاقت مبادرة إنشاء صندوق دولي لإعادة تأهيل التعليم العالي في العراق، التي أطلقتها قرينة أمير قطر والمبعوث الخاص للتعليم لمنظمة الأمم المتحدة للتربية والعلوم والثقافة، اليونسكو، تأييدا دوليا لافتا.[16]

## أعمال قامت بها
شاركت موزا في تأسيس ورئاسة مؤسسة قطر للتربية والعلوم وتنمية المجتمع التي أنشئت في عام 1995.
كما عملت موزا رئيسة ل«صلتك» منذ عام 2008 ورئيسة المؤسسة العربية للديمقراطية ورئيسة المجلس الأعلى لشؤون الأسرة منذ عام 1998. كانت نائبة رئيس المجلس الأعلى للتعليم منذ عام 2002 وكانت مبعوثة خاصة لليونسكو للتعليم الأساسي والعالي في عام 2003. حاليا تعمل كعضوة في مجلس المشرفين لكلية كورنيل الطبية. إلى جانب ذلك تشغل منصب رئيسة مركز السدرة للطب والبحوث في مستشفى النساء والأطفال في التكنولوجيا الفائقة في الدوحة. كما أنها منحت هذا المركز الطبي ب 7.9 مليار دولار أمريكي.
هي أيضا رئيسة منظمة «رابطك».
خلافا للعديد من زوجات الملوك في الشرق الأوسط فإن موزا شخصية بارزة في السياسة والمجتمع في بلدها وتشارك بنشاط في حكومة قطر. كانت القوة الدافعة وراء المدينة التعليمية وقناة الجزيرة للأطفال. هي مالك شركة هوت كوتور وهي شركة مصنعة للجلود الفرنسية. بالإضافة إلى ذلك تم تصنيفها في المرتبة الخامسة والسبعين في قائمة أقوى 100 امرأة حسب فوربس.
بصفتها زوجة الأمير فقد مثلت قطر مع زوجها حمد بن خليفة آل ثاني في مناسبات دولية عديدة بما في ذلك زيارات الدولة وحفلات الزفاف الملكية. أصبحت معروفة لأسلوبها الشخصي وتخصيص تصاميم الأزياء الراقية لتناسب قواعد التواضع القطرية.
تعمل مع الأمم المتحدة لدعم التعليم العالمي وتم اختيارها كمحامية للأمم المتحدة لأهداف التنمية المستدامة.
بدأت موزا مؤتمر القمة العالمي للابتكار في الرعاية الصحية "ويش" وهو منتدى للحلول المبتكرة للتحديات الصحية الدولية.
أسست الصندوق الدولي للتعليم العالي في العراق في عام 2003 وهو مشروع مدته 3 سنوات يدعم إعادة إعمار مؤسسات التعليم المتقدم في العراق. وقد منحت قطر مبلغ 15 مليون دولار لهذا الصندوق الذي تديره مؤسسة قطر إلى جانب منظمة منظمة الأمم المتحدة للتربية والعلم والثقافة - اليونسكو.
أسست عدد من المراكز التعليمية والجمعيات الإنسانية والخيرية في مجال رعاية الأيتام والمسنين والمرأة والطفل وذوي الاحتياجات الخاصة وحصلت على العديد من الجوائز والتكريمات الدولية لدورها الفعال في المجتمع الدولي.
كما أوجزته صحيفة نيويورك تايمز في عام 2018 فإن «موزا هي موضوع إهانات خبيثة في كثير من الأحيان في وسائل الإعلام السعودية والإماراتية والمصرية حيث يتم تصويرها كمناورة جائعة من الرجال الضعفاء».

## الألقاب والأنماط والأوسمة

### الألقاب والأنماط
يطلق موزا لقب «صاحبة السمو الشيخة موزا بنت ناصر».

### الأوسمة

#### الأوسمة الأجنبية
- كرواتيا: الصليب الكبير من أمر الملكة ييلينا[33]
- إيطاليا: الصليب الكبير من وسام استحقاق الجمهورية الإيطالية[34]
- ماليزيا: شريط السيدة الكبير من أمر المدافع عن العالم[35]
- المغرب: شريط وسام المحمدي
- هولندا: شريط وسام أسد هولندا[36]
- هولندا: حاصلة على وسام الملك فيليم-أليكساندر الفاتح
- البرتغال: الصليب الكبير من وسام الرضيع هنري
- إسبانيا: شريط الصليب الكبير من وسام إيزابيلا الكاثوليكية[37]
- تايلند: شريط السيدة الكبيرة من أمر البيت الملكي من تشاكري[38][39]
- المملكة المتحدة: قائدة الشرف الفخرية من رتبة الإمبراطورية البريطانية[40][41]

### الجوائز

#### الجوائز الأجنبية
- بولندا: عضوة وسام الإبتسامة[42]
- المملكة المتحدة
  -  إنجلترا
    - المعهد الملكي للشؤون الدولية: جائزة تشاتام هاوس[43]

  -  اسكتلندا
    - حائزة على وسام كارنيغي للأعمال الخيرية[44][45]
- الولايات المتحدة
  -  بنسيلفانيا - جامعة كارنيغي ميلون: دكتوراه فخرية في الرسائل الإنسانية[46]
  -  تكساس - المكتبة الرئاسية ومتحف جورج بوش الأب: جائزة جورج بوش للتميز في الخدمة العامة[47][48]
  -  فرجينيا - جامعة فرجينيا كومونولث: دكتوراه فخرية في الرسائل الإنسانية[49]

## الحياة الأسرية
تزوجت من الشيخ حمد بن خليفة آل ثاني عام 1977 وأنجبا سبعة أبناء هم:
- الشيخ جاسم (الممثل الشخصي للأمير).
- الشيخ تميم (أمير دولة قطر).
- الشيخة المياسة (رئيس مجلس أمناء هيئة متاحف قطر).
- الشيخة هند (مدير مكتب الأمير).
- الشيخ جوعان (ضابط في القوات المسلحة القطرية).
- الشيخ محمد (قائد فريق قطر لسباقات القدرة).
- الشيخ خليفة.